# Manuae (Islas de la Sociedad)
Manuae también conocida como Scilly, se encuentra a unos 60 km (37 millas) al noroeste de Maupihaa (también conocida como Mopelia) y 255 km (158 millas) al oeste de Maupiti. Es la más occidental de las Islas de Sotavento de la Islas de la Sociedad, que se encuentra 217 millas (350 km) al oeste de Bora Bora y 342 millas (550 kilómetros) al oeste de Papeete.
Manuae consta de un anillo de islotes ('motus' en tahitiano), de aproximadamente 6-7 millas de diámetro, separadas por pasajes no navegables, que se elevan unos pocos metros sobre el nivel del mar. Los motus están cubiertos principalmente con palmas de coco y matorral tropical, con playas de arena, y comprenden una superficie total de unos 3,5 kilómetros cuadrados (1,4 millas cuadradas).